# Гроші на ЗСУ

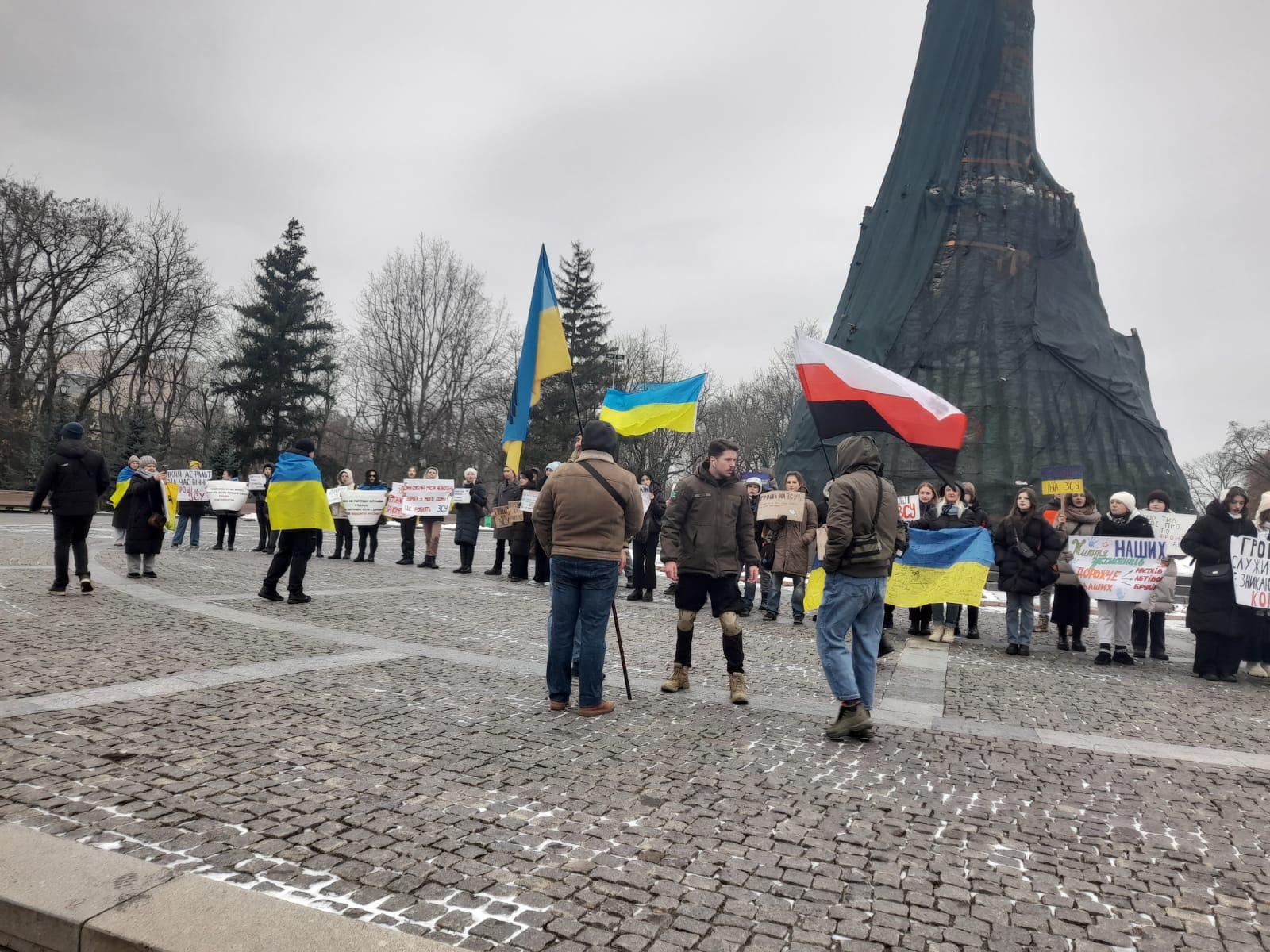
Пікет "Гроші на ЗСУ" у центрі Харкова. Грудень 2023 року.

«Гроші на ЗСУ» — протестні акції в Україні з вимогою спрямувати кошти з місцевих бюджетів на допомогу Збройним силам України замість витрат на місцевий благоустрій. Перша акція пройшла в Одесі у серпні 2023 року, і вже в наступні місяці мітинги охопили більшість міст України.
Основні гасла активістів: «Гроші на ЗСУ» та «В першу чергу ЗСУ».

## Хронологія подій

### Серпень 2023
28 серпня в Одесі влаштували акцію протесту біля Одеської міської ради у відповідь на тендер вартістю 106 млн грн на реставрацію Київського районного суду. Катерина Ножевнікова, очільниця одеського благодійного фонду «Корпорація монстрів», вийшла на поодинокий пікет із вимогою «ЗСУ в першу чергу» — її підтримали низка громадських активістів Одеси.

### Вересень 2023

#### 14 вересня
У Тернополі кілька десятків людей вимагали в міської ради збільшити фінансування оборони з місцевого бюджету до 15%.

#### 16 вересня
У Києві активісти виступали проти витрачання грошей з бюджету на заміну бруківки та транспортних розв'язок, натомість пропонували долучити ці кошти до оборони України та забезпечення ЗСУ. На знак протесту один з активістів (Роман Абрашин) розлив червону фарбу на табличку «КМДА», його затримали та склали проти нього два адміністративні протоколи.

#### 23 вересня
Мітинги відбулися в Києві та Одесі. У Києві з активістами зустрілися депутати міської ради. В Одесі вкотре протестували проти ремонту будівель районного суду та Театру юного глядача, проти закупки декоративних дерев. Вимоги незмінні — «Гроші на ЗСУ».

#### 24 вересня
У Запоріжжі відбувся мітинг, на якому містяни вимагали скасувати тендери, що стосуються благоустрою міста, і закласти в міський бюджет на 2024 рік не менше 10% на потреби військових. 27 вересня міська рада виділила 27 мільйонів гривень на закупівлю дронів.

### Жовтень 2023

#### 7 жовтня
У Києві відбувся мітинг під будівлею КМДА. Три основні вимоги активістів: не будувати 2024 року непотрібні розв'язки, реконструкції парків, нові паркінги тощо; спростити військовим використання коштів, які їм виділяють; скасувати тендери на не першочергові об'єкти.

#### 21 жовтня
Мітинги відбулися під стінами міських адміністрацій Києва, Одеси, Дніпра, Черкас, Білгорода-Дністровського. У Києві однією з основних вимог активістів було виділити 20% столичного бюджету на 2024 рік на підтримку захисників і захисниць України. В Одесі на протест зібралися декілька сотень людей. У Черкасах протестували проти виділення 1,5 мільйона гривень на фінансову підтримку баскетбольної команди «Черкаські Мавпи». У Білгороді-Дністровському вимагали скасувати тендери на туалети за 2 млн гривень та паркан у парку за 3 млн гривень.

#### 28 жовтня
У Дніпрі близько 200 людей вимагали від міської влади перерозподілити кошти з місцевого бюджету, аби збільшити допомогу армії.
У Запоріжжі пройшла хода центральним проспектом міста. Вимогою стало проведення громадських слухань, оприлюднення інформації з розподілу коштів та виділення не менше 20% бюджету міста на ЗСУ. Міська рада не прокоментувала свою позицію.

### Листопад 2023

#### 4 листопада
В Харкові вперше пройшов мітинг у центрі міста.

#### 9 листопада
У Черкасах відбувся круглий стіл із міським головою.

#### 11 листопада
У Миколаєві відбувся мітинг, 152 підписи було зібрано під зверненням до міськради, облради та облдержадміністрації. Також мітинг відбувся у Черкасах.

#### 17 листопада
У Миколаєві перший заступник міського голови Віталій Луков провів зустріч з ініціаторами акції.

#### 18 листопада
Під стінами КМДА відбувся мітинг.

#### 23 листопада
У Черкасах на засіданні міськради у присутності військових та активістів руху «Гроші на ЗСУ» на армію спрямували близько 30 млн гривень.

#### 25 листопада
У Черкасах під міськрадою відбувся мітинг.

#### 26 листопада
У Глухові відбувся мітинг в центрі міста.

### Грудень 2023
У Черкасах відбувся мітинг. Активіст зауважив, що на харчування дітей 120 мільйонів, тоді як на ЗСУ 32 мільйони. Інший черкасець зауважив: «Я вважаю, що це рішення вони ухвалили, аби замилити нам очі. Наші діти якось же жили без цього харчування? А от наші захисники можуть не вижити без нашої допомоги».

20 грудня 2023 року у Дніпрі відбулась акція через петицію, яку набрали 3000 необхідних підписів. Проте міська рада провела розслідування на виявлення іноземного впливу . 
Відповідь міської ради:
"Встановлено 262 прізвища, ім’я, по батькові, написані або з помилками, або з використанням символів, притаманних виключно російському алфавіту, що відповідно до чинного законодавства України не може бути внесено як паспортні дані.
Отже, зазначені особи не можуть бути ідентифіковані як члени Дніпровської міської територіальної громади, більше того, не можуть бути ідентифіковані навіть як громадяни України".
Борис Філатов:
"Депутатський корпус відмовився розглядати так звану петицію «гроші на ЗСУ». Бо ретельний аналіз її підписів наочно продемонстрував, що все це фактично є елементом російського ІПСО, спрямованого на дестабілізацію ситуації в прифронтовому місті.
«Петицію», авторка якої вже чотири роки проживає у США та не може зʼявитися на сесії, підписали десятки ботів. Ще близько 250 голосів взагалі належать росіянам (!)
При цьому діяльність підписантів координується через телеграм-канали, де тиражують заклики типу «хай в цю мерію вже скерують ракету» (!!)
Наразі всі докази протиправної діяльності зібрані та передані до СБУ. Також депутати міськради проголосували за звернення до Василя Малюка – з проханням розібратися та, в рамках чинного законодавства, вжити заходів" .